# Pommeréval
Pommeréval ist eine französische Gemeinde mit 513 Einwohnern (Stand: 1. Januar 2022) im Département Seine-Maritime in der Region Normandie; sie gehört zum Arrondissement Dieppe und zum Kanton Neufchâtel-en-Bray. Die Bewohner werden Pommerévalais und Pommerévalaises genannt.

## Geographie
Pommeréval liegt östlich des Zentrums des Départements in der Landschaft Pays de Bray, etwa 36 Kilometer nordnordöstlich von Rouen und etwa 26 Kilometer südöstlich von Dieppe. Umgeben wird Pommeréval von den Nachbargemeinden Mesnil-Follemprise im Norden, Fresles im Osten, Bully im Südosten, Ventes-Saint-Rémy im Süden sowie Ardouval im Westen.

## Bevölkerungsentwicklung

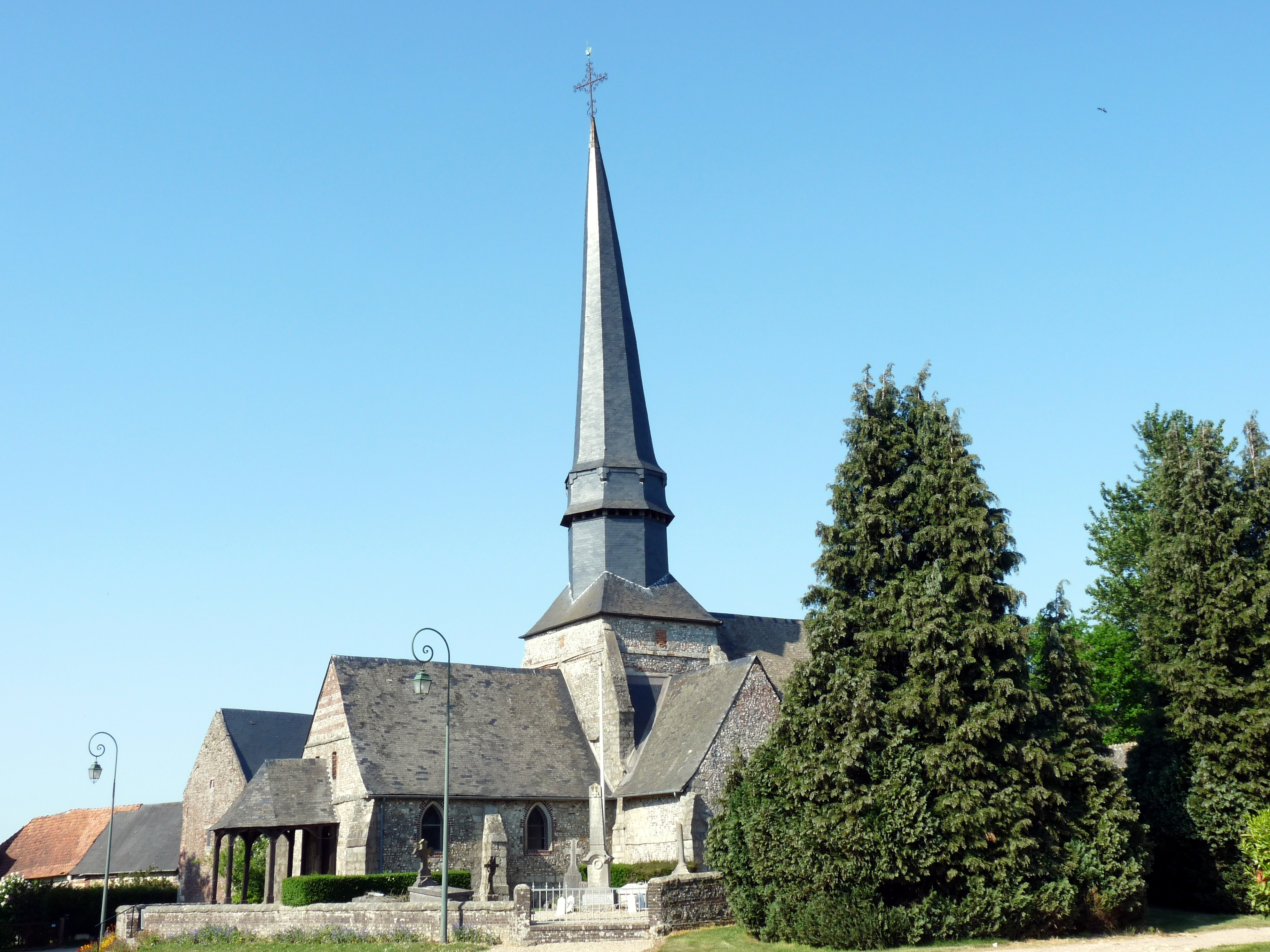
Pfarrkirche Saint-Nicolas

| Jahr                       | 1962 | 1968 | 1975 | 1982 | 1990 | 1999 | 2006 | 2013 | 2020 |
| Einwohner                  | 323  | 271  | 224  | 243  | 288  | 289  | 347  | 421  | 496  |
| Quellen: Cassini und INSEE |      |      |      |      |      |      |      |      |      |

## Sehenswürdigkeiten
- Pfarrkirche Saint-Nicolas aus dem 16. Jahrhundert,  seit 2008 als Monument historique eingeschrieben
- Herrenhaus in der zweiten Hälfte des 16. Jahrhunderts errichtet, Wohngebäude im Jahre 1866 neu gebaut